# Podział administracyjny Kościoła katolickiego na Wybrzeżu Kości Słoniowej
Podział administracyjny Kościoła katolickiego na Wybrzeżu Kości Słoniowej – w ramach Kościoła katolickiego na Wybrzeżu Kości Słoniowej funkcjonują obecnie cztery metropolie, w których skład wchodzą cztery archidiecezje i jedenaście diecezji.
Jednostki administracyjne Kościoła katolickiego obrządku łacińskiego na Wybrzeżu Kości Słoniowej:

## Metropolia abidżańska
- Archidiecezja abidżańska
  - Diecezja Agboville
  - Diecezja Grand-Bassam
  - Diecezja Yopougon

## Metropoilia Bouaké
- Archidiecezja Bouaké
  - Diecezja Abengourou
  - Diecezja Bondoukou
  - Diecezja Jamusukro

## Metropolia Gagnoa
- Archidiecezja Gagnoa
  - Diecezja Daloa
  - Diecezja Man
  - Diecezja San Pedro-en-Côte d’Ivoire

## Metropolia Korhogo
- Archidiecezja Korhogo
  - Diecezja Katiola
  - Diecezja Odienné